# Ajlun
Adjlun o Ajlun (àrab: عجلون, ʿAjlūn) és la capital de la governació o muhàfadga d'Ajlun (Jordània), tot i no ser-ne la ciutat més gran. És una ciutat de muntanya, situada 76 km al nord-oest d'Amman. La població és de 7.289 habitants (2004).
El seu nom primitiu fou Djabal Djarash i després Djabal Awi, per haver estat ocupada per la tribu Awi (segles x i xi). Al-Adil I la va donar en feu a Izz al-Din Usama que hi va construir una fortalesa anomenada Kalat Adjlun. Destruïda pels mongols, fou reconstruïda després del 1260 i sota els mamelucs va ser cap d'un districte de la província de Damasc. Sota els otomans va arribar a donar nom a un kada amb capital a Irbid. La vila moderna és prop de l'antiga fortalesa.

## Galeria d'imatges

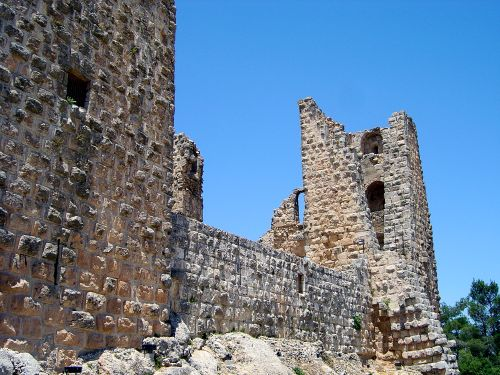
Castell d'Ajlun
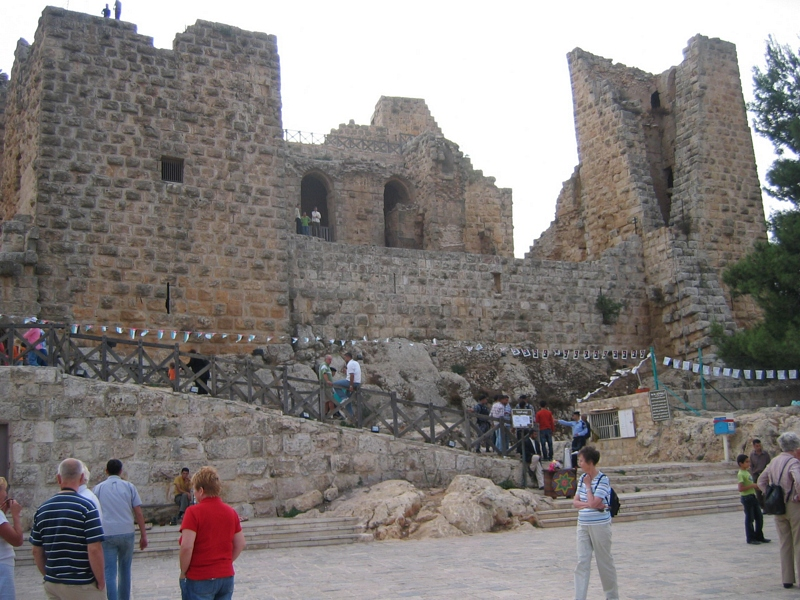
Castell (entrada)